# Alluaudomyia megaparamera
Alluaudomyia megaparamera är en tvåvingeart som beskrevs av Williams 1957. Alluaudomyia megaparamera ingår i släktet Alluaudomyia och familjen svidknott. Inga underarter finns listade i Catalogue of Life.